# Maninghen-Henne
Maninghen-Henne település Franciaországban, Pas-de-Calais megyében. Lakosainak száma 329 fő (2022. január 1.). Maninghen-Henne Wacquinghen, Offrethun, Pittefaux, Wierre-Effroy és Wimille községekkel határos.

## Népesség
A település népességének változása:
| Lakosok száma | 350  | 332  | 338  | 314  | 304  | 296  | 307  | 318  | 329  |
|               | 2013 | 2015 | 2016 | 2017 | 2018 | 2019 | 2020 | 2021 | 2022 |